# Atracción x4
Atracción x4 é uma telenovela argentina produzida pela Pol-ka Producciones e exibida pelo Canal 13 entre 3 de novembro de 2008 e 5 de maio de 2009. O público-alvo da trama era juvenil, mas a ficção não alcançou o êxito esperado devido ao fenômeno de sua principal concorrente, Casi ángeles, e, por isso, a história passou por mudanças significativas em seu enredo, passando-se a chamar Atracción x4 en Dream Beach. 

## Elenco
- Gabriel Goity - Hamlet LaCalle
- Carola Reyna - Leticia Milhojas
- Luisana Lopilato - Nina LaCalle
- Rodrigo Guirao Díaz - Francisco Milhojas
- Camila Bordonaba - Malena LaCalle
- Elías Viñoles - Keto Milhojas
- Jennifer Williams - Paula LaCalle
- Darío Lopilato - Paulo Milhojas